# Prężynka
Prężynka [pronunciación en polaco: /prɛ̃ˈʐɨnka/] (en alemán: Klein Pramsen) es un pueblo ubicado en el distrito administrativo de Gmina Lubrza, dentro del Condado de Prudnik, Voivodato de Opole, en el sur de Polonia occidental, cercano a la frontera checa. Se encuentra aproximadamente a 3 kilómetros al noroeste de Lubrza, a 5 kilómetros al noreste de Prudnik, y a 42 kilómetros al suroeste de la capital regional Opole.
Antes de 1945, el área fue parte de Alemania.
El pueblo tiene una población de 320 habitantes.

## Residentes notables
- Albert Battel (21 de enero de 1891 – 1952), alemán Justos entre las Naciones.